# Åbyhøj
Åbyhøj er en bydel vest for Aarhus C med 13.376 indbyggere pr. 1. oktober 2018 og med postnummeret 8230. Åbyhøjs navn bunder i at den nyere del af området ligger op til 60 meter højere end den oprindelige bebyggelse Aaby (også kaldet Gammel Åby). Åbyhøj med dens villaer blev dannet i 1870-80'erne omkring Silkeborgvej, som var blevet anlagt i 1854. Rigtigt gang i byggeriet kom der, da grosserer Homann i 1898 udstykkede sine jorder "Aabyhøj" (i dag Bakke Allé 1).
Det varede længe, inden den nye bydel fik et navn. Man kaldte den i lang tid for Valby, ligesom Valby Bakke ved København. Men den 25. september 1902 besluttede sognerådet sig for navnet Aabyhøj.

## Gadenavne
Gadenavne fik man først i Åbyhøj fra 1905, og Enggårdsvej var det første. Dog har man omtalt Tousvej siden 1889.

### Digterkvarteret
I bydelen har man navngivet en del af vejene efter digtere, blandt andet Ludvig Feilbergs Vej, Chr. Winthers Vej, Johannes Ewalds Vej, J.L. Heibergs Vej, Ludvig Holbergs Vej, H.C. Andersens Vej, Oehlenschlægers Vej, B.S. Ingemanns Vej, Jeppe Aakjærs Vej og St. Blichers Vej.
Johannes Ewalds Vej kaldes i daglig tale blot Ewaldsvej, hvad der på et tidspunkt førte til at kommunen opsatte et forkert vejnavneskilt, således at der i den ene ende af vejen stod Johs. Ewalds Vej og i den anden ende af vejen stod Carl Ewalds Vej.

### Nordisk mytologi
I den sydøstlige del af Åbyhøj, har mange af gaderne navne fra den nordiske mytologi, såsom Thorsvej, Lokesvej, og Heimdalsvej. Den navngivning er videreført i det nye boligkvarter Åbyen med nye gader som Bifrostgade og Sigynsvej. Åbyen er under opførelse på grunden hvor den tidligere fragtmandscentral lå ved Søren Frichs Vej, tæt på E45.

## Kultur i Åbyhøj
Åbyhøj er en bydel med mange aktive borgere, f.eks. gik en stor gruppe sammen om at redde Åby Bibliotek fra lukning i 2004. Kulturforeningen Åby Bibliotek's Venner eksisterer stadig og skaber forskellige kulturarrangementer hen over året. I 2008 blev det tidligere gasværk på Thorsvej midlertidigt indtaget under projektnavnet GAS8230. Det endagsarrangement der kom på benene, var en stor succes med over 1000 gæster. Siden 2004 har Åbyhøj'sk Kultur Oprustning skabt en række forskellige arrangementer, alle med borgernes interesser og ressourcer som drivkraft.
Der kommer flere kendte musikere fra Åbyhøj, som har et aktivt musikliv. Rapperen Marc Johnson, trommeslageren og rapperen Ralle Malone, rapgruppen Mirakl Crew(MIKKLeR), sangerinderne Anne Linnet og Tina Dickow, guitaristen Mika Vandborg, Tv-2-sanger og sangskriver Steffen Brandt og bassisten Jens Jefsen kommer alle fra eller bor i Åbyhøj.
Forfatteren Ole Henrik Laub er vokset op i Åbyhøj med bopæl på Silkeborgvej.
I 2016 blev kvarterets gamle elværk renoveret og omdannet til et nyt kultur- og medborgerhus med navnet Elværket Åbyhøj.

## Galleri
- Åbyhøj Kirke
- Den trafikerede Silkeborgvej fører tværs gennem Åbyhøj og er en vigtig indfaldsvej til Aarhus centrum
- Åbyhøj Park
- Gamle bindingsværk i Aaby
- Administrationsbygningen i Åbyhøj. Fungerede tidligere som Økologiens Hus.
- Der er en del funkis arkitektur i Åbyhøj, både huse og mindre lejlighedskomplekser.
- Nybyggerier skyder op i Ådalen
- Åbyen, et nyt boligområde under opførelse i ådalen